# NGC 2110
NGC 2110 este o galaxie seyfert de tip 2⁠(d) situată în constelația Orion. A fost descoperită în 5 octombrie 1785 de către William Herschel. Se află la o distanță de 33,1 de megaparseci de Pământ.